# Grafling
Grafling er en kommune i Landkreis Deggendorf i Regierungsbezirk Niederbayern i den tyske delstat Bayern, med knap 2.800 indbyggere.

## Geografi
Grafling ligger i regionen Donau-Wald. Det laveste punkt ligger ved Kleintiefenbach på 226 moh. De højeste punkter i kommunen er Steinberg på 999moh., Geißriegel 1043 moh., Dreitannenriegel 1090 moh. og Einödriegel på 1121 meter der lukker Graflingdalen mod øst. Mod nord grænser dalen til Hochberg på 727 moh., mod vest ligger Butzen på 775 og Vogelsang 1022 moh. i Bernriedkommune. Mod syd åbener dalen sig mod Deggendorf og Donauengene i landskabet Gäuboden.
Højeforskellen mellem bebyggelserne i kommunen går fra 330 moh. (Klein- og Großtiefenbach) til Hochoberndorf der ligger i 775 meters højde. Hovedbyen Grafling ligger i 546 meters højde

### Inddeling
Til Grafling hører ud over hovedbyen 28 større og mindre landsbyer og bebyggelser, blandt andre Alberting, Arzting, Bergern, Eidsberg, Endbogen, Engelsburgsried, Giggenberg, Grasslingsberg, Großtiefenbach, Grub, Hirschberg, Hochoberndorf, Kleintiefenbach, Mühlen, Oberprechhausen, Paußing, Petraching, Rohrmünz, Unterprechhausen, Wühn og Wühnried.

### Nabokommuner
Følgende kommuner grænser til Grafling
| Mod nord i Landkreis Regen: - Gotteszell - Zachenberg - Bischofsmais | mod syd i Landkreis Deggendorf: - Bernried - Metten - Deggendorf |